# 幌内新聞事件
幌内新聞事件（ほろないしんぶんじけん）は政令325号に絡む日本の事件。

## 概要
1951年（昭和26年）1月7日に北海道在住のXが幌内炭鉱寮の寮長に対して連合国に対する破壊的批判をもった記事を掲載した日本共産党幌内細胞機関紙『幌内新聞』1部を配布したとして起訴され、同年6月14日に札幌地方裁判所で懲役1年の判決が下り、1952年（昭和27年）2月25日に控訴が棄却された。Xは上告した。
1955年（昭和30年）4月27日に最高裁判所大法廷は政令325号を「憲法外における法的効力を有するもの」としつつ、占領終了後の占領法規の位置付けについては以下のような見解に分かれた。
1. 政令325号は平和条約発効とともに失効したから、政令325号違反事件は犯罪後の法令により、刑が廃止された場合にあたるとして免訴とする全面的違憲免訴の立場（真野毅、小谷勝重、島保、藤田八郎、谷村唯一郎の意見）
2. その政令に内実をなす最高司令官の指令を検討し、違憲であれば免訴になるとする一部免訴説の立場（井上登、栗山茂、岩松三郎、河村又介、小林俊三の意見）
3. 刑事訴訟法第411条第5号は刑罰廃止の国家意思が発言された場合を指すものと解し、本件にはそれがないとして有罪判決を維持して上告棄却とする有罪説の立場（田中耕太郎、 斎藤悠輔、本村善太郎の意見）

本件については13人中10人が1及び2の立場を取ったことでXに免訴判決が言い渡された。
この判決によって、政令325号に関する最高裁の判例は全部出そろったことになった。